# Tingatinga
Tingatinga (også kaldet Tinga-tinga eller Tinga Tinga) er en naivistisk malestil, der blev udviklet i anden halvdel at det 20. århundrede i området omkring Dar es Salaam i Tanzania, og senere spredte sig til det meste af Østafrika. Tingatinga-stilen dominerer i kunst der sælges til turister i Tanzania, Kenya og omkringliggende lande. Genren er opkaldt efter sin grundlægger, den tanzanianske maler Edward-Saidi Tingatinga.

## Stilart
Tingatinga-kunst males traditionelt med skinnende og stærkt mættede farver, ofte fra cykelmaling, og direkte på masonitplader. Stilen er tilpasset et marked bestående af turister; billederne er små, så de let kan transporteres og med letgenkendelige afrikanske motiver; fx landsbyliv, giraffer, elefanter og andre vilde dyr. Tingatinga billeder er derfor ofte blevet kaldt ”luthavnsbilleder”. Stilen kan kaldes naiv og karikeret, og rummer også humor og sarkasme.
Tingatinga-kunstnere i Østafrika er organiseret i The Tingatinga Arts Cooperative Society.

## Anden inspiration
Tinga Tinga Tales var navnet på et kenyansk/britisk animations børneprogram, der inspireret af tingatinga-kunst skildrede afrikanske sagn, og blev vist i 52 afsnit i BBC (CBeebies kanalen) fra februar 2010.